# Clàssica de Sant Sebastià 1990
La Clàssica de Sant Sebastià 1990, 10a edició de la Clàssica de Sant Sebastià, és una cursa ciclista que es va disputar l'11 d'agost de 1990 sobre un recorregut de 248 km. La cursa formà part de la Copa del món de ciclisme.
Van prendre la sortida 248 corredors, dels quals 161 finalitzaren la cursa.
El vencedor final fou l'espanyol Miguel Indurain, de l'equip Banesto, que s'imposà en solitari a la meta de Sant Sebastià. Acabaren segon i tercer respectivament el francès Laurent Jalabert (Toshiba) i l'irlandès Sean Kelly (PDM-Concorde).

## Classificació general
|    | Ciclista              | Equip                    | Temps      |
| -- | --------------------- | ------------------------ | ---------- |
| 1  | Miguel Indurain       | Banesto                  | 6h 19' 59" |
| 2  | Laurent Jalabert      | Toshiba                  | + 2' 24"   |
| 3  | Sean Kelly            | PDM-Concorde             | m. t.      |
| 4  | Tony Rominger         | Chateau d'Ax             | m. t.      |
| 5  | Federico Echave       | Clas-Cajastur            | + 2' 29"   |
| 6  | Steve Bauer           | 7 Eleven-Hoonved         | m. t.      |
| 7  | Enrique Aja           | Teka                     | m. t.      |
| 8  | Jesús Rodríguez Magro | Banesto                  | m. t.      |
| 9  | Pascal Richard        | Helvetia-Fichtel & Sachs | m. t.      |
| 10 | Marino Lejarreta      | ONCE                     | m. t.      |